# Scott Langkow
Pour les articles homonymes, voir Langkow.
Scott Allan Langkow (né le 21 avril 1975 à Sherwood Park en Alberta au Canada) est un joueur professionnel canadien de hockey sur glace. 

## Carrière
Langkow joue pour les Winter Hawks de Portland de la Ligue de hockey de l'Ouest, avec lesquels il réussit trois saisons consécutives de 20 victoires et plus avant que les Jets de Winnipeg ne le choisissent en seconde ronde, 31e choix au total au cours du repêchage d'entrée dans la LNH 1993. Il esut transféré chez les Coyotes de Phoenix quand la franchise des Jets quitte Winnipeg.
Scott ne joue que très peu dans la LNH ; il prend part à 20 matches avec les Jets, les Coyotes et les Thrashers d'Atlanta. Il passe le plus clair de sa carrière dans la Ligue américaine de hockey, avec les Falcons de Springfield, et dans la ligue internationale de hockey. En 2002, il quitte l'Amérique du Nord pour aller jouer dans la SM-liiga, passant trois ans avec l'Ässät Pori et un an avec le Lukko Rauma. Il signe en 2006 avec le HV 71.

## Parenté dans le sport
Il est le frère aîné de Daymond Langkow des Flames de Calgary.